# Kurt Wolff (Unternehmer)
Kurt Wolff (* 1907; † 1978) war ein deutscher Chemiker und Unternehmer.

## Werdegang
Kurt Wolff ist der Sohn von August Wolff, der im Jahre 1905 in Bielefeld die Sudbracker Nährmittelwerke Vinces gründete, um die Idee der industriellen Herstellung von Arzneimitteln umzusetzen. Daraus wurde die heutige  Dr. August Wolff GmbH & Co. KG. Kurt Wolff übernahm im Jahre 1942 nach dem Tod seines Vaters die Geschäftsführung und begann vier Jahre später mit der Herstellung von pflegender Kosmetik den Grundstein für die Dr. Kurt Wolff GmbH & Co. KG, bekannt durch Marken wie Alcina oder Alpecin. Beide Firmen sind heute in der Dr. Wolff-Gruppe vereint, die er bis zu seinem Tod im Jahre 1978 leitete. Im Jahre 1981 erhielt Kurt Wolff postum die Unna-Medaille der Deutschen Dermatologischen Gesellschaft. 
Kurt Wolff war von März 1953 bis Mai 1955 Präsident des Sportvereins Arminia Bielefeld. Darüber hinaus ist die Dr. Kurt Wolff GmbH & Co. KG seit Ende der 1940er Jahre als Sponsor im Radsport aktiv.